# Rosalöffler

Verbreitungsgebiet

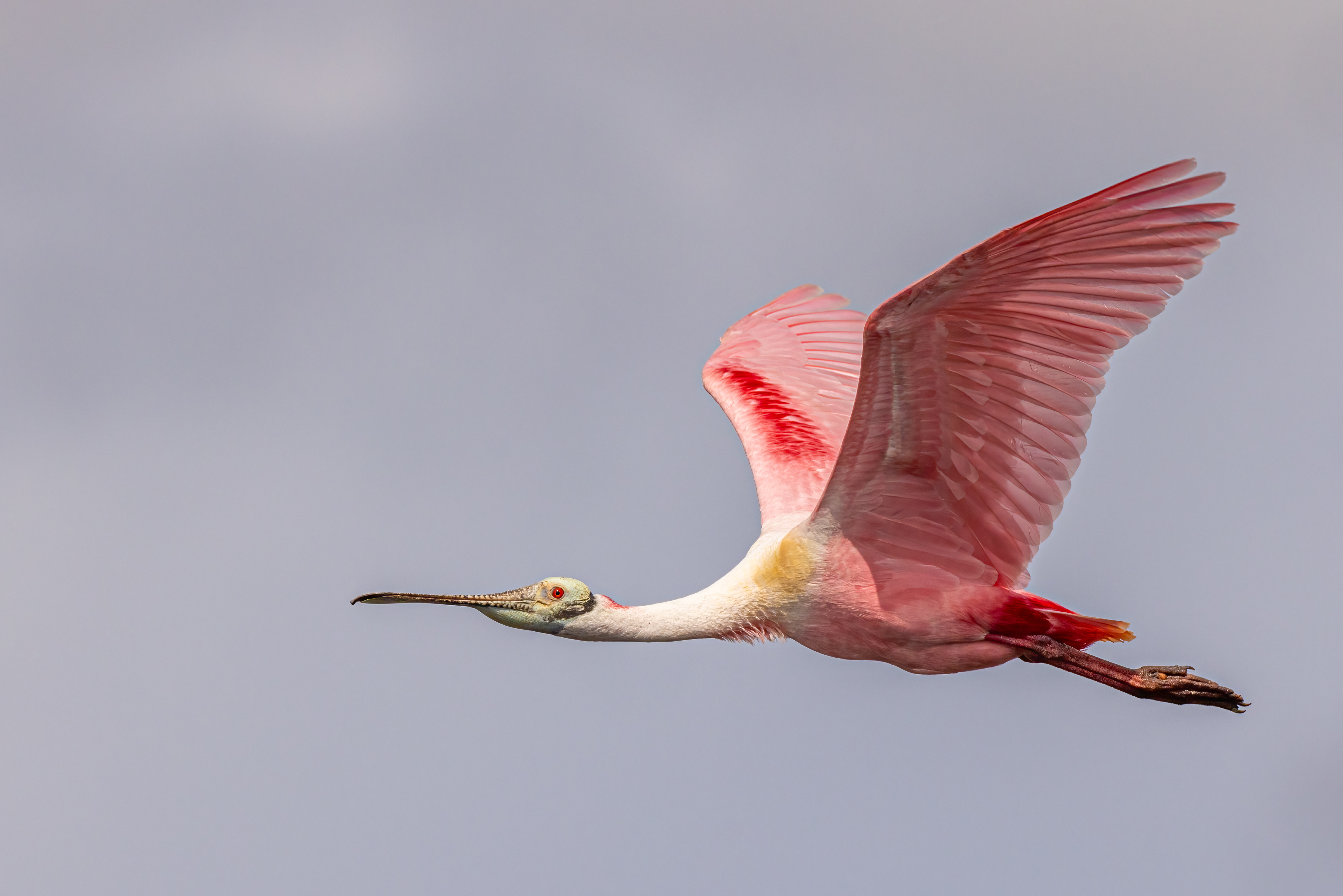
Rosalöffler im Flug

Der Rosalöffler (Platalea ajaja, Syn.: Ajaia ajaja) ist eine Vogelart aus der Gattung der Löffler (Platalea) innerhalb der Familie der Ibisse und Löffler (Threskiornithidae).

## Aussehen
Der Rosalöffler erreicht eine Größe von etwa 86 cm und wird damit etwas größer als sein Verwandter, der Löffler. Ebenfalls unterschiedlich ist die Färbung des Gefieders. Die Rückenpartien des Rosalöfflers sind weiß, die Flügel und Brustseite haben eine kräftige rote Färbung. Die langen Stelzenbeine, die für Schreitvögel typisch sind, sind kräftig scharlachrot gefärbt, etwa wie beim Scharlachibis. Schnabel und Kopf sind grau bis schwarz, der Schnabelansatz hat einen gelben Fleck. Typisch für Löffler ist die Form des Schnabels, der wie ein Löffel geformt ist.

## Vorkommen
Rosalöffler kommen vom Süden der USA bis weit nach Südamerika (Uruguay, Argentinien) vor. Rosalöffler bevorzugen warme, sonnige Feuchtgebiete, in Florida besonders die Everglades. Man kann sie also im selben Gebiet beobachten wie Alligatoren oder Floridapanther, zu deren Beutetieren die Art auch gehört. Rosalöffler aus Florida überwintern nicht in ihrem Brutgebiet, sondern ziehen nach Südost-Mexiko, Chile oder Argentinien.

## Sozialverhalten und Brutpflege

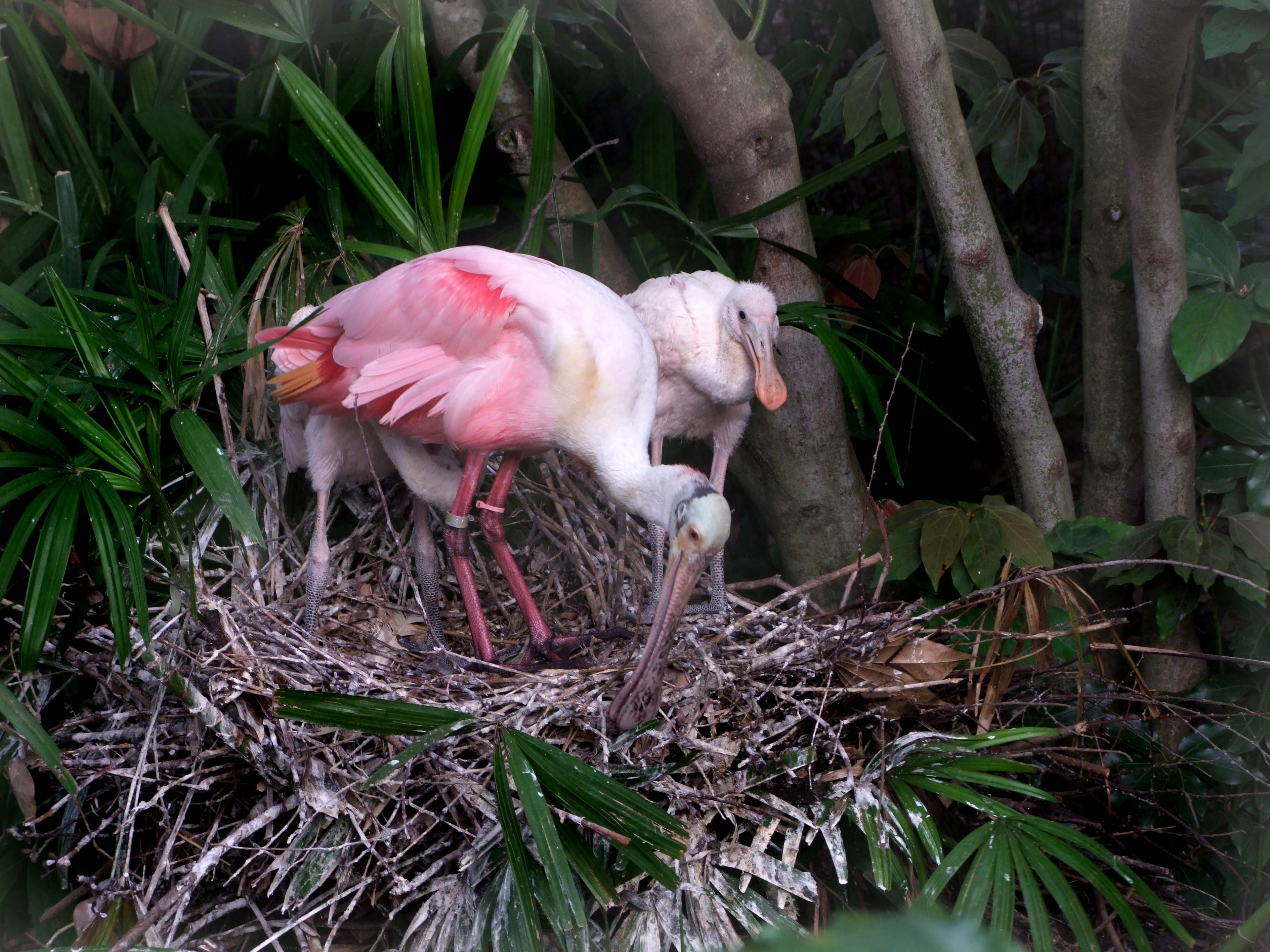
Nest mit Jungtieren und Altvogel

Rosalöffler leben in großen Kolonien und betreiben Brutpflege. In ein bis zu 30 cm hohes Nest legt das Weibchen 3 bis 5 Eier. Nach einer Brutzeit von 21 Tagen schlüpfen die Jungen. Sie werden zunächst von den Elterntieren mit ausgewürgter und vorverdauter Nahrung versorgt, bis sie aktiv die Nahrung aus dem Schnabel der Eltern entnehmen können. Nach acht Wochen sind die Tiere flügge und können fliegen.

## Etymologie und Forschungsgeschichte
Die Erstbeschreibung des Rosalöfflers erfolgte 1758 durch Carl von Linné unter dem wissenschaftlichen Namen Platalea ajaja. Als Verbreitungsgebiet gab er Südamerika an. Im gleichen Buch führte er die neue Gattung Platalea ein. Dieser Begriff hat seinen Ursprung lateinisch platalea ‚Löffelschnabel‘. Der Artname ajaja leitet sich aus der Tupi-Sprache ab. Dort ist das Wort Ayayá, Ajajá gleichzusetzen mit dem Rosalöffler. Alfred Laubmann hatte für sein Werk Die Vögel von Paraguay einen Balg, gesammelt von Hans Krieg (1888–1970) am Río Paraguay zwischen Asunción und Concepción, zur Verfügung. In der Literatur fand er viele Nachweise für das Land, so z. B. am Río Pilcomayo durch Hans Hermann Carl Ludwig von Berlepsch in Concepción durch John Graham Kerr, in Tebicuari durch Claude Henry Baxter Grant, in Puerto Bertoni und Espatula durch Arnaldo de Winkelried Bertoni und in Puerto Pinasco im Departamento Presidente Hayes durch Alexander Wetmore. Zusätzlich erwähnte Laubmann  Yacú de la espátula von Félix de Azara als Nachweis für die Art. Das Exemplar, welches Laubmann vorlag, trug ein Ruhekleid, d. h. das es an den karminroten Federn an den Flügeln und den oberen und unteren Schwanzdecken, sowie an den Flanken, mangelte. Außerdem fehlten die safrangelben Steuerfedern. Viele seiner genannten Literaturverweise bezogen sich auf Platea rosea Brisson, 1760, ein Name der heute als Synonym zu Nominatform betrachtet wird.

## Gefährdung
Der Rosalöffler galt früher als bedroht. Noch vor hundert Jahren war er am Rande der Ausrottung. Die Federn dieses schönen Tieres wurden von Modeschöpfern für ihre Kreationen verwendet und mit dem Dreifachen des Goldwertes bezahlt. Heute wird er durch Bejagung in seinen Winterquartieren bedroht, ist jedoch in den USA geschützt.
Der Gesamtbestand wird auf 100.000 bis 250.000 Tiere geschätzt. Die IUCN stuft die Art als nicht gefährdet (least concern) ein.